# East Europe Man
East Europe Man je treći album pulskog rock sastava Atomsko sklonište izdan za inozemno tržište.
Album je izdan 1992. godine za floridsku izdavačku kuću East Europe Records. Sadrži većinu pjesama s albuma This Spaceship i dvije pjesme na hrvatskom jeziku s Criminal Tanga. Album započinje pjesmom Chinese Bike kojom su Atomci ušli na američku listu Top 100 i time postigli ono što nikome prije s ovih prostora nije pošlo za rukom.

## Popis pjesama
1. Chinese Bike
2. Believe Me
3. Together
4. This Spaceship
5. Night After Night
6. I Learned How To Listen
7. 1945-1995
8. Flying
9. Nothing Left To Show
10. We Are The Generation
11. Cocaine Baby (Original)
12. Tajna (Secret) (Original)
13. Together II
14. Believe Me II
15. Automated Man